# Metropolitan Ballet
Metropolitan Ballet fue una pequeña compañía de ballet inglesa de carácter cosmopolita, creada en Londres por Cecilia Blatch y Leon Hepner después de la Segunda Guerra Mundial, en enero de 1947, que jugó un papel importante en la eclosión del ballet en Inglaterra en la segunda mitad del siglo veinte. 

## Historia
El Metropolitan Ballet comenzó aglutinando a gentes del mundo de la danza que habían participado durante la guerra en organizaciones dedicadas a entretener a los soldados. A este núcleo se unieron bajo la dirección primero del maestro de ballet ruso-francés Victor Gsovsky y luego del veterano Nicholas Beriosoff bailarines jóvenes como Sonia Arova y Celia Franca del Ballet Rambert, Colette Marchand y Serge Perrault de los Ballets des Champs-Élysées de París, Paul Gnatt y Erik Bruhn del Real Ballet Danés o la jovencísima Svetlana Beriosova del Grand Ballet de Montecarlo. Con un repertorio de piezas clásicas y algunas coreografías modernas la compañía hizo una gira por provincias antes de debutar en Londres el dos de junio de 1948 en el Scala Theatre por una temporada de tres semanas. En su programa figuraban reposiciones clásicas como Las Sílfides, El Espectro de la rosa y el segundo acto de El Lago de los Cisnes protagonizadas las tres por Beriosova y Bruhn, Las danzas del Príncipe Igor con Paul Gnatt y un ballet moderno Designs with Strings del joven coreógrafo norteamericano John Taras, con Beriosova como solista, que ha pasado a la historia del ballet del siglo veinte. 
Animada por la buena acogida por parte del público y la crítica la compañía siguió trabajando y después de una gira por los países escandinavos en otoño de 1948 y actuaciones en provincias en la primavera de 1949 se volvió a presentar en Londres en junio, esta vez en el Empress Hall. En el programa llevaba un ambicioso montaje de Le Beau Danube de Léonide Massine, para el que invitaron a figuras internacionales como Alexandra Danilova, Frederic Franklin y Léonide Massine, que bailaron junto a los solistas del Metropolitan Beriosova, Bruhn Gnatt, Arova. Tras el notable éxito en el Empress Hall la compañía sin Bruhn y Gnatt, que se reincorporaron al Real Ballet Danés, pero con nuevas figuras, la compañía prolongó la temporada en el Lyric Hammersmith. Beriosova interpretó en esa ocasión por primera vez el papel de Giselle y la bailarina danesa Elsa Marianne von Rosen bailó con Henry Danton el paso a dos del Festival de las Flores de Genzano de Bournonville. Metropolitan presentaba así por primera vez una coreografía del gran coreógrafo danés en un escenario inglés.
A finales de 1949, después de una breve temporada en el People´s Palace, Stepney, el Metropolitan Ballet, que nunca contó con una subvención estatal, como sí contaron otras compañías de ballet inglesas coetáneas, tuvo que disolverse debido a dificultades económicas. Su mérito histórico es haber creado un espacio artístico cosmopolita que dio su primera oportunidad a numerosas gentes del mundo de la danza no solo inglesas.